# Aleksandra Domańska (aktorka)
Aleksandra Katarzyna Domańska (ur. 9 maja 1989 w Garwolinie) – polska aktorka.

## Życiorys
Ukończyła naukę w I Liceum Ogólnokształcącym im. Marszałka Józefa Piłsudskiego w Garwolinie. W 2012 została absolwentką Akademii Teatralnej w Warszawie.

### Kariera aktorska
Od 2009 gra w teatrze i w produkcjach telewizyjnych. W 2010 zajęła drugie miejsce w Międzynarodowym Konkursie Piosenki Aktorskiej w St. Petersburgu „Singing Mask”.
W latach 2014–2020 wcielała się w postać Joanny Zarzyckiej w serialu TVP2 O mnie się nie martw.
W 2017 zagrała główną rolę Klary w filmie Bartłomieja Ignaciuka Podatek od miłości (2018). W 2018 zwyciężyła w finale programu rozrywkowego Ameryka Express, w którym uczestniczyła z bratem, Dawidem.
W latach 2021–2023 grała główną rolę Kasi Porady w serialu Mecenas Porada.

## Życie prywatne
Ma syna Ariela (ur. 2021).

## Filmografia

### Filmy
| Rok  | Tytuł                   | Rola                    | Uwagi                |
| ---- | ----------------------- | ----------------------- | -------------------- |
| 2013 | Drogówka                | Lena                    |                      |
| 2013 | Ambassada               | Ingeborg                | dwie role            |
| 2013 | Ambassada               | Nela                    | dwie role            |
| 2013 | Mazurek                 | żona Stefana            | film krótkometrażowy |
| 2014 | Pod Mocnym Aniołem      | młoda „Królowa kentu”   |                      |
| 2016 | Po prostu przyjaźń      | Jadźka                  |                      |
| 2016 | Bodo                    | Jadwiga Smosarska       |                      |
| 2017 | Volta                   | Aga                     |                      |
| 2018 | Podatek od miłości      | Klara Matysiak          |                      |
| 2019 | Smak PHO                | Kasia                   |                      |
| 2019 | (Nie)znajomi            | Ola, dziewczyna Czarka  |                      |
| 2022 | Szczęścia chodzą parami | Beata „Beti” Piotrowska |                      |
| 2022 | Noc w przedszkolu       | Krysia Perkowska        |                      |
| 2025 | Przepiękne!             | matka                   |                      |

### Seriale
| Rok       | Tytuł                | Rola                                        | Uwagi                 |
| --------- | -------------------- | ------------------------------------------- | --------------------- |
| 2011      | Przepis na życie     | Julka, przyjaciółka Daniela                 | odc. 20-23            |
| 2013      | Lekarze              | stażystka Maja Sikorska                     | odc. 18-21, 25, 27-28 |
| 2014–2020 | O mnie się nie martw | Joanna Zarzycka-Madejska                    |                       |
| 2014      | Komisarz Alex        | Sandra Majerska                             | odc. 65               |
| 2016      | Ojciec Mateusz       | Monika Karel, agentka Sandeckiego           | odc. 191              |
| 2016      | Bodo                 | Jadwiga Smosarska                           | odc. 4, 7-8, 10-12    |
| 2016      | Na noże              | Kinga „Łyżeczka” Włosik, blogerka kulinarna | odc. 7, 8, 10, 11     |
| 2017      | Belle Epoque         | Helena Pronobis, żona Wiktora               | odc. 7                |
| 2017      | Belfer 2             | Dorota, oficer CBŚ                          | odc. 3-5, 7-8         |
| 2019      | W rytmie serca       | Helena Drygas                               | odc. 42, 44, 46–52    |
| 2020      | Mały zgon            | policjantka Ola                             | odc. 5, 6             |
| 2021–2023 | Mecenas Porada       | Katarzyna Porada                            |                       |
| 2022      | Brokat               | młoda matka                                 | odc. 5, 8             |
| 2026      | Młode gliny          |                                             |                       |

### Spektakle telewizyjne
| Rok  | Tytuł                       | Rola                           |
| ---- | --------------------------- | ------------------------------ |
| 2015 | Rybka Canero                | Marianna Vogel, córka Ignacego |
| 2015 | Amazonia                    | Aneta                          |
| 2020 | Halo, halo tu mówi Warszawa | Joanna Poraska                 |